# Ибн Рушд
Ибн Рушд (латинизовано: Авероес (Averroës); рођен 1126, преминуо 10. децембра 1198) је био андалузијски-арапски филозоф, астроном и лекар, учитељ филозофије и исламског права, математике, и медицине. Он је аутор више од 100 књига и расправа. Његова филозофска дела укључују бројне коментаре о Аристотелу, по којима је у Западном свету био познат као коментатор и отац рационализма. Ибн Рушд је такође служио као главни судија и судски лекар за Алмохадски калифат.
Авероес је најпознатији по својим преводима и коментарима Аристотелових дела и сматра се најзначајнијим аристотеловским филозофом у исламском свету. Такође је високо цењен као правник маличке школе.

## Име
Његово пуно име је било Абу ел Валид Мухамад ибн Ахмад ибн Мухамад ибн Ахмад ибн Ахмад ибн Рушд (арап. أبو الوليد محمد بن احمد بن محمد بن احمد بن احمد بن رشد) а скраћено само Ибн Рушд (арап. ابن رشد‎). У модерном тамазигту, његово име би гласило Muḥemmed mmis n Ḥmed mmis n Muḥemmed mmis n Ḥmed mmis n Rucd.

## Биографија
Рођен је у Кордоби, у Ал-Андалузу, 1126. године. Авероес је потекао из породице маличких правника; његов деда Абу Ал-Валид Мухамад је био главни судија Кордобе под Алморавидима, а његов отац, Абу Ал-Касим Ахмад, је био на истој дужности до доласка династије Алмохада 1146. Авероес је стекао образовање у области права и разних других наука, те је године 1160. године, у складу са породичном традицијом, постао кадија (судија) Севиље. Захваљујући свом племенитом пореклу, Ибн Рушд је већи део живота провео радећи као судија и дворанин. Писао је коментаре на Аристотелова дела и медицинску енциклопедију. Ибн Туфаил (на западу познат као Абубакер), филозофски везир Јусеф ал-Мансура, је упознао Ибн Рушда са Ибн Зухром (Авензоаром), великим муслиманским лекаром, који је постао његов велики учитељ и пријатељ.
У таласу фанатизма који је преплавио Андалузију након алмохадског освајања крајем 12. века, ни његове везе на високим положајима нису могле да га сачувају од политичких невоља, и Авероес је протеран у изоловано место близу Кордобе, где је на њега будно мотрено до пред саму смрт. Умро је у Маракешу, у Мароку. Авероес није оставио школу у исламском свету, и његова смрт означава помрачење либералне културе у Маварској Шпанији. Многи његови списи су сачувани на латинском и хебрејском, као и на арапском језику. С друге стране, многа дела из области логике и метафизике су заувек изгубљена услед цензуре.

## Филозофија
Ибн Рушд је писао опширне коментаре Аристотелових списа, са намером да Аристотела сачува од неоплатонистичких и религиозних примеса, посебно од оних које се могу наћи код Авицене. Његов највећи допринос представљају коментари Аристотелове „Метафизике“, непревазиђени по верности оригиналном тексту. Његово проучавање Аристотела је трајало скоро три деценије, и он је написао коментаре за скоро сва Аристотелова дела, изузев његове Политике, којој није имао приступ.
У филозофији је критиковао решења основних проблема која су дали ал-Газали и Ибн Сина (Авицена). Док за Авицену универзална форма претходи индивидуалној ствари, односно егзистенција је само акцидент есенције, за Авероеса егзистенција претходи есенцији, индивидуалне супстанције су примарни егзистенти, а разликовање између њих и њихове есенције дело је ума. Авероес је такође критиковао Авиценин космолошки аргумент, тврдећи да једино физички аргументи, као што је онај који указује на потребу за првим покретачем, могу доказати постојање физичких ствари. Авероес се у великој мери бавио развијањем Аристотеловог учења о интелекту и души, заступајући учење о једном универзалном уму који је заједнички свима, и који обезбеђује оно што је опште и бесмртно у људским бићима.
Авероес је покушавао да помири аристотеловски начин мишљења са исламом. Према Авероесу, не постоји сукоб између религије и филозофије. Сматрао је да човек може доћи до истине на два различита начина: путем филозофије или путем религије. У свом делу „Одлучујућа расправа“ (Fasl al-Maqāl), Авероес подвлачи значај аналитичког мишљења као предуслова за интерпретирање Курана; ово је у контрасту са ортодоксном муслиманском теологијом, где је нагласак мање на аналитичком мишљењу, а више на широком познавању извора поред Курана.

## Дела
Поред 38 коментара о Аристотелу, Авероес је написао више медицинских дела, коментар о Платоновој Држави и бројне религиозне расправе. Познатија дела су му:
- „Недоследност недоследности“ (Tahafut al-tahafut), његово најзначајније оригинално филозофско дело, у коме је бранио аристотеловску филозофију од ал-Газалијевих критика у „Недоследности филозофа“ (Tahafut al-falasifa).
- „Одлучујућа расправа“ (Fasl al-Maqāl), дело у коме наглашава значај аналитичког мишљења као предуслова за интерпретирање Курана.
- , уџбеник маличке правне доктрине.
- , дугачак и детаљан коментар базиран на „Мустакараџи“ коју је написао Muḥammad al-`Utbī al-Qurtubī.
- al-Kašf an manahidž al-adile, књига коју је написао после Fasl al-makala, у којој критикује теологе и захиритске учењаке.[9]

## Наслеђе
Јакоб Анатоли је превео његова дела са арапског на хебрејски током 13. века. Хебрејски преводи његових дела су такође имала трајни утицај на јеврејску филозофију.
У то време, Аристотелова дела су била махом заборављена на западу. Пре 1150. је постојало само неколико преведених Аристотелових дела у западној Европи, и она нису била проучавана, или им монашки учењаци нису придавали дужну пажњу. Кроз латинске преводе Авероесових дела, у 12. веку, се на запад вратило Аристотелово учење. Авероесове идеје су прихватили Сигер од Брабанта и Тома Аквински као и други (посебно на Универзитету у Паризу) унутар хришћанске схоластичке традиције која је ценила аристотеловску логику. Чувени схоластици попут Аквинског су Авероеса сматрали толико значајним да га нису ословљавали именом, већ су га једноставно називали „Коментатором“ а Аристотела су називали „Филозофом“. Осликавајући поштовање које су према њему гајили средњовековни европски учењаци, Данте је Авероеса у „Божанској комедији“ сврстао са осталим великим паганским филозофима чији духови обитавају у „месту где наклоност дугује слави“ у лимбу. Авероес се појављује у краткој причи Хорхеа Луиса Борхеса, под насловом „Авероесова потрага“, у којој он покушава да пронађе значења речи „трагедија“ и „комедија“.
Астероид 8318 Авероес је назван у његову част.

### Авероесови радови
- DARE Архивирано на веб-сајту  (30. октобар 2012), the Digital Averroes Research Environment, an ongoing effort to collect digital images of all Averroes manuscripts and full texts of all three language-traditions.
- Averroes, Islamic Philosophy Online (links to works by and about Averroes in several languages)
- The Philosophy and Theology of Averroes: Tractata translated from the Arabic, trans. Mohammad Jamil-ur-Rehman, 1921
- The Incoherence of the Incoherence translation by Simon van den Bergh. [N. B. : Because these refutations consist mainly of commentary on statements by al-Ghazali which are quoted verbatim, this work contains a translation of most of the Tahafut.] There is also an Italian translation by Massimo Campanini, Averroè, L'incoerenza dell'incoerenza dei filosofi, Turin, Utet, 1997.
- SIEPM Virtual Library Архивирано на веб-сајту  (2. август 2014), including scanned copies (PDF) of the Editio Juntina of Averroes's works in Latin (Venice 1550–1562)
- Ibn Rushd (2017). Bidayat al-Mujtahid wa Nihayat al-Muqtasid. Dar Al Kotob Al Ilmiyah. ISBN 978-2-7451-3412-7.

### Информације о Авероесу
- Fouad Ben Ahmed & Robert Pasnau. „Ibn Rushd [Averroes]”.  Ур.: Zalta, Edward N. Stanford Encyclopedia of Philosophy.
- H. C. Hillier. „Ibn Rushd (Averroes)”. on the Internet Encyclopedia of Philosophy
- Bibliography, a comprehensive overview of the extant bibliography
- Averroes Database, including a full bibliography of his works
- Podcast on Averroes, at NPR's Throughline